# Mainvillers
Mainvillers é uma comuna francesa na região administrativa de Grande Leste, no departamento de Mosela. Estende-se por uma área de 6,7 km². Em 2010 a comuna tinha 337 habitantes (densidade: 50,3 hab./km²).